# Torralbasia
Torralbasia é um género botânico pertencente à família Celastraceae.

## Espécies
- Torralbasia cuneifolia